# Symphyotrichum moranense
Symphyotrichum moranense là một loài thực vật có hoa trong họ Cúc. Loài này được (Kunth) G.L.Nesom miêu tả khoa học đầu tiên năm 1994.